# Мост лажи
Мост лажи (румунски: Podul Miniciunilor; немачки: Lügenbrücke) , је древни пешачки мост који се налази у центру Трансилванијског града Сибиња, у централној Румунији. Први изграђен гвоздени мост у Румунији и други у Европи.

## Легенде
Овај мали пешачки мост је саграђен средином 19. века на месту старијег дрвеног моста и први је мост направљен од кованог гвожђа у Румунији.
Оно што је веома интересантно око овог моста јесу легенде које се везују за њега.
По најчувенијој, мост ће се срушити уколико на њему изговорите лаж. Међутим, друга легенда каже да су са овог моста бацани продавци који су покушавали да преваре купце. 
Трећа каже да је мост био састајалиште младих парова — момци би девојкама рекли да их чекају на мосту, а оне су их мучене чекале сатима, све док не би схватиле да су их момци слагали и да се неће појавити. По још једној легенди, овај мост су често прелазили заједно заљубљени парови — девојке би се клеле да су девице, а када би младожење након брака схватили да су били преварени, бацали би своје новопечене супруге са моста.
Иако су ове легенде од моста направиле чувену туристичку атракцију, истина о имену моста је нажалост прилично досадна.
Наиме, мост су Немци назвали лежећи мост, што се, због сличности језика временом искривило у мост лажи.

## Дизајн и архитектура
Мост има четири лука од ливеног гвожђа. Украшен је Неоготичким мотивима. На најјужнијем луку стоји грб Сибиња док на најсевернијем стоје натписи 1859 и назив ливнице која је испоручила део компоненти моста. Шине су направљене од осам панела кружних облика и Готичких декорација.

## Галерија
- Мост
- Поглед на Саветну Кулу у Сибињу
- Поглед ноћу